# Savukoski
Savukoski (Sami inari: Suovâkuoškâ, Sami septentrional: Suovvaguoika) es un municipio de Finlandia.
Se localiza en la provincia de Laponia finlandesa. El municipio posee una población de 1090 (junio de 2015>) y cubre un área de 6.496.04 kilómetros cuadrados de los cuales 57,93 km² son agua. La densidad de población es de 0.17 habitantes por kilómetro cuadrado. Los municipios vecinos son Pelkosenniemi, Salla y Sodankylä.
El municipio es monolingüe y su idioma oficial es el finés.
El parque nacional de Urho Kekkonen también se localiza en parte de Savukoski.